# 100 mm/55 Model 1945
100 mm/55 Model 1945 е корабно универсално оръдие с калибър 100 mm и дължина на ствола 55 калибра, разработено и произвеждано във Франция. Състои на въоръжение във ВМС на Франция. 24 такива оръдия в двуцевни установки са разположени на линкора „Жан Барт“ от типа „Ришельо“ в хода на неговата следвоенна модернизация.

## Конструкция
Оръдието Model 1945 има ствол моноблок и полуавтоматичен клинов затвор. Комплектовано е с пружинен досилател.